# Holotrichia rosettae
Holotrichia rosettae är en skalbaggsart som beskrevs av Frey 1971. Holotrichia rosettae ingår i släktet Holotrichia och familjen Melolonthidae. Inga underarter finns listade i Catalogue of Life.